# Yves Pons
Yves Pons (Port-au-Prince, 7 maggio 1999) è un cestista francese.

## Palmarès
- Leaders Cup: 1

ASVEL: 2023